# Птерелант
Птерелант је у грчкој митологији било име више личности.

## Митологија
- Хигин и Овидије у „Метаморфозама“ су Птереланта навели као једног од Актеонових паса.[1]
- Према Статију, човек из Писе који се такмичио у бацању диска на играма посвећеним у част Офелта поводом његове смрти.[2]
- Исти аутор је навео још једну личност са овим именом. Био је један од бранилаца Тебе у рату седморице против Тебе кога је убио Тидеј[2] док је јахао коња и тако јуришао на непријатеље. Овај Птерелант је био из Сидоније.[3]
- У опису Аполоновог култа, који потписује Страбо, помиње се како је Кефал био заљубљен у Птереланта, Дејонејевог сина.[4]